# گیبیل
گیبیل (𒀭𒉈𒄀) که با نام اکدی گیرا نیز شناخته می‌شود، یک خدای بین‌النهرینی بود که هم در جنبه‌های مثبت و هم از جنبه منفی با آتش مرتبط بود. او همچنین در تطهیر آیینی نقش داشت. منابع متنی نشان می‌دهند که نماد او مشعل بوده است، اگرچه هیچ تصویری از او در هنر بین‌النهرین شناسایی نشده است. شجره‌نامه‌های متعددی را می‌توان به او اختصاص داد. فهرست خدا آن = آنوم نشان می‌دهد که همسرش نینیریگال بوده است. او همچنین اغلب با خداییانی مانند شمش، نوسکا و کوسو ارتباط داشت. او برای اولین بار در متن‌های دودمان نخستین از شوروپاک، مانند فهرست‌های پیشکش گواهی شده است. او همچنین عضو پانتئون اریدو بود. در دوره کاسیان در نیپور پرستش می‌شد. گواهی‌های بعدی از آشور و اوروک موجود است. او همچنین در تعدادی از متن‌های ادبی حضور دارد.

## نام
گیبیل (dgibil6) قرائت متعارف تئونیمی است که به خط میخی به صورت dNE.GI (نوع دیگر: dGI.NE) نوشته شده است، اگرچه جرمیا پترسون اشاره می‌کند که هنوز به طور کامل توسط منابع اولیه تایید نشده است.
در متن‌های اِمِسال از گیبیل با نام متفاوت Mubarra یاد شده است.

## شخصیت
گیبیل خدای آتش بود. او می‌توانست این عنصر را در جنبه مثبت آن، برای مثال در ارتباط با کوره متالورژی یا کوره آجرپزی نشان دهد و در این زمینه خدای خامی متالورژی در نظر گرفته شود. با این حال، او نماینده آتش در جایگاه تخریب‌گر نیز بود.

## ارتباط با سایر خداییان

### سایر ارتباط‌ها
گیبیل در ارتباط نزدیک با نوسکا نیز بود.

## ادبیات

### سایر متن‌های ادبی
در مرثیه سومر و اور، گیبیل از جمله علل تخریبِ ذکر شده در این تصنیف آمده است. او ظاهراً مسئول آتش زدن نیزارهاست. همانطور که توسط نیلی سامت اشاره شده است، همتای مستقیمی با این قسمت از متن در اسطوره اینانا و ابیه وجود دارد، جایی که الهه نام‌بخش تهدید می‌کند که به گیبیل خواهد گفت که همین عمل را انجام دهد.
در حماسه آنزو، گیرا یکی از سه خدایی است که از مبارزه با موجود نام‌بخش برای بازیابی لوح‌های سرنوشت خودداری می‌کنند، دو نفر دیگر شارا و اداد هستند.
در انوما الیش، گیبیل چهل و ششمین نامی است که پس از شکست تیامات به مردوک داده شده است . عملکرد منتسب به مردوک تحت این نام ممکن است «کسی که سلاح‌ها را سخت می‌کند» باشد، احتمالاً اشاره‌ای به نقش خدای آتش در متالورژی است، اما متن نامشخص است.
متن ادبی مربوط به لشکرکشی شلمانسر سوم به اورارتو از گیرا به عنوان یکی از دو خدایی که این پادشاه را همراهی می‌کردند یاد می‌کند، خدای دیگر نرگال است.

## یادداشت
1. ↑  ویلفرد جی. لمبرت در ترجمه خود این نام را گیرا قرائت می‌کند.[۱۲]